# 윤서인
윤서인(尹瑞寅, 1975년 2월 7일 ~ )은 대한민국의 범죄인, 만화가이자 극우 유튜버이다.

## 생애
서울특별시 용산구에서 태어났으며, 본관은 파평이다. 휘문중학교, 휘문고등학교를 졸업하고 건국대학교 산업디자인학과에 입학했다.
대학 졸업 후 야후! 코리아에 취업하여 10여년간 근무하다 퇴사하였다. 이후 프리랜서로 네오위즈게임즈, 포털사이트 야후! 코리아와 데일리노컷뉴스에 생활웹툰《조이라이드》를 매일 연재했으며, 조선일보 인터넷판 일간지 조선닷컴을 거쳐 뉴데일리를 통해 정치 풍자 만화《조이라이드》를 연재했다. 《일본박사 조이》한국판과 일본판을 발행하였다.
2015년 자유경제원이 “시장경제와 자유주의 전파에 가장 기여한 젊은이”에게 시상하는 ‘젊은 자유인상’을 수상하였다.
2016년 12월 29일 서울시 마포구 자유경제원 리버티홀에서 열린 ‘위기의 2016, 무엇이 문제였나’ 세미나에서 ‘만화로 보는 2016’을 주제로 발표하였다.
2021년 현재 인터넷 뉴스 미디어펜에 만화를 연재하면서 유튜브 채널 윤튜브를 운영하고 있다.

## 논란

### 조두순 연상 만화 논란
윤서인이 그린 만화의 인물이 아동 성폭행범 조두순을 연상시키며 논란이 일었다. 일부 누리꾼들은 그의 처벌을 원하는 청와대 청원을 올리는 등의 반응을 보였다. 2018년 2월 23일 미디어펜에서 연재 중인 ‘윤서인의 미펜툰’에서 안경을 쓴 중년 남성이 다른 남성을 소개하며 “딸아~ 널 예전에 성폭행했던 조두숭 아저씨 놀러오셨다”라고 말한다. 소개된 남성은 “우리 OO이 많이 컸네. 인사 안하고 뭐하니?”라고 말하고, 뒷모습으로 그려진 딸은 땀을 흘리며 벌벌 떠는 모습이 그려졌다. 천안함 피격사건과 연평도 포격 사건의 주범인 김영철의 방남을 성폭행 가해자의 방문에 비유한 것이다.
윤서인은 자신의 SNS를 통해 “피해자의 심정을 세심하게 살피지 못해 죄송하다”는 글을 게재해 좀 더 표현에 신중하겠다고 사과하였다. 조두순 피해자 가족은 윤서인을 피해자 본인 및 가족의 2차 피해에 대하여 서울중앙지법에 손해배상을 청구하는 민사소송을 제기하였고 법원은 2천만 원 지급과 사과문 게재라는 조정 결정을 내렸다.

### 왕따자살학생 카툰 논란
학교폭력이 문제가 되자 2011년 12월 30일 학교폭력과 왕따에 관련된 만화를 그렸는데 가해자의 부모와 마찬가지로 피해자의 부모에게도 문제가 있다고 해석될 수 있는 내용의 만화를 그렸다.

### 공직선거법 위반 논란
블로그를 통해 '몽준형님이 시장되면 치킨 쏩니다'라는 내용의 그림과 글을 올려서 2014년 5월 31일경 온라인 커뮤니티 '뽐뿌' 유저가 공직선거법 위반으로 신고, 이에 관련된 소식이 인터넷상에 퍼지게 되었다. 해당 게시는 삭제되었으며 공직선거법 230조 1항에 위반하여 선거관리위원회의 '주의' 처분을 받았다.

### 전문연구요원 및 산업기능요원의 관리규정
빅맥 지수와 최저임금 관련 논란 도중 과거 윤서인과 같은 업체에서 근무했던 사람이 윤서인의 블로그에서 그의 과거 복무태만을 지적하였다. 윤서인은 병역특례업체에서 대체복무를 하던 도중 이모티콘 제작 아르바이트 등 겸직하였다는 사실을 인정했다. 이는 전문연구요원 및 산업기능요원의 관리규정 37조 '연구요원 및 기능요원은 편입 당시의 연구 및 제조, 생산 분야에 성실하게 종사해야한다.'에 위반되는 행동이라며 병역특례가 아닌 현역병으로 재입대를 해야한다는 비난이 있었다. 실제로도 가수 싸이가 병역특례를 하다가 이런 식으로 현역병으로 재입대한 적이 있다. 하지만 윤서인은 이미 만 40세가 넘었기 때문에 현역병 복무 대상이 아니다.

### 세월호 침몰 사고비유 논란
만화 《조이라이드》에서 세월호 침몰 사고를 지진에 비유해 논란이 있었다. 지진이 일어난 "딸기 나라"를 소재로 하여 A 시나리오에는 "지진이 일어나자 지진 추모 캐릭터 상품을 만들고 지진피해위원회를 만들어 보상금을 타내고 사망자의 장례는 국가장을 치르고 국가유공자로 지정되며 웃으면 감시한다." 식의 내용을 넣었고 B 시나리오에서는 "지진이 일어나면 정부의 안전대책이 미흡하다고 느껴지지만 그대로 따르고 야당은 정쟁을 자제하며 유가족들은 평정심을 유지하며 조용히 장례를 치른다." 식의 내용을 넣었다. 그러자 정부의 안전대책이 미흡하지만 그대로 믿고 따른다는 대목에서 이준석 선장이 가만히 있으라고 한 것과 다를 바 없다는 비판과 수습과 사후 조치 책임이 있는 정부와 여당 일방적으로 편들기라는 논란, 사고 관련 악성 루머들을 사실인 것인 양 표현하고 사고 발생 후 대한민국의 상황을 A 시나리오에서 과장해서 표현하면서 조롱한다는 등의 비판이 일었다.

### 정우성 난민 발언 저격 논란
난민 문제로 정우성을 저격한 바 있다. 정우성은 세계 난민의 날을 맞아 자신의 인스타그램에 난민촌 사진을 공개하면서 “이 곳은 내가 지난해 말 방문했던 방글라데시 쿠투팔롱 난민촌이다. 세계 최대 규모의 난민촌인 이 곳에는 여전히 수십 만 명의 로힝야 난민들이 기약 없는 귀환을 기다리며 살아가고 있다”고 말했다. 그는 2014년 홍보대사 위촉 이후 여러 차례 현장을 방문하고 기부금을 전달하고 유엔난민기구의 정기후원자가 되었으며, 유엔난민기구 친선대사로 활동하면서 각종 캠페인에 참여해왔다.
윤서인은 "아니 왜 남보고 희망이 되어 달래. 자기는 희망이 안 되어 주면서. 최소 몇 명이라도 좀 데리고 살면서 이딴 소리를 하세요. 우성 씨. 이러면 난 또 개념배우에게 시비 턴 무개념 만화가가 되겠지. 에휴"라고 비난해 논란이 된 바 있다.

### 정우성KBS정상화 발언 저격 논란
정우성은 전국언론노동조합 KBS본부(KBS 새노조) 공식 유튜브 채널에 올라온 영상에서 "KBS가 공영방송으로서 참 많은 실수를 했다. 그로 인해 시청자들은 상처받고 외면당하고 이제는 KBS를 외면하고 이제는 무시하는 처지까지 다다른 것 같다"며 "쉽지 않겠지만 여러분이 진정성 있는 목소리로 인내와 끈기를 갖고 이어간다면 시청자들의 눈과 귀가 여러분에게 돌아오리라 생각한다"고 말했다.
이에 대해 윤서인은 페이스북을 통해 "남자는 역시 잘생긴 외모 보다는 좀 뚱뚱하고 못생기더라도 생각이 바로 잡히고 똘똘한 남자가 최고인 것 같다. 여성 여러분 남자 잘생긴 거 하나도 소용 없다. 얼굴 뜯어먹고 살 것도 아니자너~"라고 저격 발언을 하였다.

### 백남기 딸 부친간호 책임회피성 해외여행 논란
2016년 10월 백남기 씨가 위독한 상황일 때 그 딸이 해외 휴양지에서 휴가를 즐긴 것으로 묘사하는 만화를 자유경제원 웹사이트에 게재하고, 자신의 페이스북에 올렸다. 이로 인해 김세의 전 MBC 기자와 함께 유족에 대한 명예훼손 혐의로 기소되었다. 2018년 9월 11일 검찰은 징역 1년을 구형했다.
윤서인은 구형 직후에 자신의 SNS에 “언론사에 그린 만평으로 만화가가 감옥에 간 사례는 과거 군사정권에도 없었다. 아무리 미친 세상이라도 이걸로 만화가를 감옥에 보내지는 못할 거다”라고 썻고, 네티즌들은 이승만과 박정희 정권 당시의 사례를 기록한 강준만 교수가 쓴 '한국 대중매체사'와 시사만화 '고바우 영감' 등을 거론하며 사실이 아니라고 주장했다.
2018년 10월 26일 서울중앙지법 최미복 판사는 "공적 인물의 사생활을 언급해 인물을 비난하는 건 인격권 침해"라며 "공권력에 문제를 제기하고 애통해하는 유족을 의심하고 희화화한 것으로 비방 목적이 있었다"면서 각 벌금 700만원을 선고하였다. 2020년 12월 11일 대법원에서 상고가 기각되어 판결이 확정되었다.

### 독립운동가 비하 논란
2021년 1월12일 페이스북에 한국해비타트 게시글을 풍자하는 글을 올렸다. 한국해비타트 게시글에 있는 '친일파 후손과 독립운동가 후손의 집'이라 표기된 사진과 함께, "친일파 후손들이 저렇게 열심히 살 동안 독립운동가 후손들은 도대체 뭐한 걸까. 사실 알고보면 100년 전에도 소위 친일파들은 열심히 살았던 사람들이고 독립운동가들은 대충 살았던 사람들 아니었을까"라는 글을 올렸다. 1월 18일 "표현이 부족해서 오해를 부른 점, 그래서 저들에게 빌미가 된 점 인정하고 사과드린다"고 밝혔다.
광복회의 2021년 2월25일 1차 위자료 소송(소송참여자 249명, 1명당 청구금액 100만 원씩 2억 4900만 원)에 이어, 4월 9일 왕산 허위 선생 손자 허경성 유족을 비롯해 독립유공자 후손 214명이 2차 위자료 소송을 접수하였다.

## 같이 보기
- 유머저장소